# Sistema de Bus de Tránsito Rápido de Managua
El Sistema de Bus de Tránsito Rápido de Managua (BRT) es un proyecto de transporte urbano desarrollado por la Alcaldía de Managua con el apoyo del Banco Centroamericano de Integración Económica (BCIE) y el Banco Europeo de Inversiones (BEI). Este sistema busca reducir el congestionamiento vial y modernizar el transporte colectivo a través de una red de buses articulados en carriles exclusivos sobre la Pista Juan Pablo II, con futuras extensiones hacia zonas periféricas como Ciudad Sandino y Tipitapa.

## Corredor troncal
El corredor troncal tendrá una longitud inicial de 9.6 km, desde el sector de 7ª Sur (Frawley) hasta la Carretera Norte (Pista Pedro Joaquín Chamorro), atravesando sectores de alta densidad como Metrocentro, Larreynaga y Cristo Rey. El ancho de la vía variará entre 42 y 60 m, permitiendo la incorporación de:
- Carriles centrales exclusivos para BRT
- Pasos a desnivel
- Ciclovías laterales
- Andenes peatonales amplios
- Estaciones con plataformas de acceso nivelado
- Sistema de pago electrónico anticipado

El sistema está diseñado para operar con alta frecuencia y capacidad, reduciendo los tiempos de espera y aumentando la eficiencia del transporte público en Managua.

## Estaciones troncales planificadas
El proyecto contempla al menos 12 estaciones troncales y 24 estaciones alimentadoras. Cada estación contará con accesos universales, marquesinas, sistema de control de pago y conexión a ciclovías. A continuación se presenta un cuadro con su ubicación y barrios cercanos:
| #    | Estación                         | Ubicación / Intersección                                                                            | Barrios cercanos                     |
| ---- | -------------------------------- | --------------------------------------------------------------------------------------------------- | ------------------------------------ |
| 1    | 7.ª Calle Suroeste / Frawley     | Cruce con 7.ª Calle Suroeste y reparto Frawley                                                      | Frawley, Belmonte                    |
| 2    | Metrocentro                      | Frente al centro comercial Metrocentro, intersección con Carretera a Masaya / Paseo Naciones Unidas | Larreynaga, Bolonia                  |
| 3    | Rotonda Cristo Rey               | Sobre Carretera a Masaya y Radial Santo Domingo                                                     | Santo Domingo, Cristo Rey            |
| 4    | Larreynaga Norte                 | Entre 6.ª Calle Suroeste y 7.ª Calle Suroeste                                                       | Larreynaga Norte                     |
| 5    | Larreynaga Centro                | Entre 4.ª Calle Suroeste y Calle El Triunfo                                                         | Larreynaga Centro, María Auxiliadora |
| 6    | Larreynaga Sur                   | Cerca de la intersección con la Pista Larreynaga                                                    | El Edén                              |
| 7    | El Edén                          | Intersección con Pista Larreynaga y continuación hacia la Pista Pedro Joaquín Chamorro              | El Edén, Santa Rosa                  |
| 8    | Carretera Norte                  | Cruce con Pista Pedro Joaquín Chamorro                                                              | Las Torres, Reparto Schick           |
| 9–12 | Estaciones adicionales (futuras) | Posibles ubicaciones en Ciudad Sandino y Tipitapa                                                   | Residenciales periféricos            |

## Flota y modelos de buses
El sistema utilizará buses articulados y biarticulados importados desde China, con capacidad entre 180 y 300 pasajeros. Estos vehículos están diseñados para transporte masivo y cuentan con:
- Piso bajo para acceso universal
- Puertas múltiples automatizadas
- Aires acondicionados y ventilación
- Compatibilidad con pago electrónico y plataformas niveladas

Se espera que los modelos utilizados incluyan unidades como el Yutong JNP6250G (25 metros de longitud) y variantes de la marca Zhongtong, fabricadas específicamente para entornos urbanos densos. Según declaraciones oficiales, el gobierno de Nicaragua ya ha recibido o gestionado la donación o compra de entre 100 y 250 buses como parte del programa de renovación del transporte urbano.

## Beneficios esperados
Entre los principales beneficios del BRT se encuentran:
- Reducción de tiempos de traslado entre 25 y 40 %
- Descongestión vehicular en zonas críticas
- Mejora de la eficiencia energética y reducción de emisiones
- Mayor seguridad para peatones y ciclistas
- Accesibilidad universal para adultos mayores y personas con discapacidad

Se estima una demanda de más de 80 000 usuarios diarios una vez entre en operación la fase inicial del sistema.

## Financiamiento
El sistema BRT de Managua forma parte del megaproyecto de la ampliación de la Pista Juan Pablo II. Está financiado por préstamos del BCIE y del BEI. La inversión en total supera los 1823 millones de córdobas, y se espera que el sistema esté completamente operativo entre 2026 y 2027.